# Pantophthalmidae
Pantophthalmidae är en familj av tvåvingar. Pantophthalmidae ingår i ordningen tvåvingar, klassen egentliga insekter, fylumet leddjur och riket djur. Enligt Catalogue of Life omfattar familjen Pantophthalmidae 20 arter. 
Kladogram enligt Catalogue of Life:
| Pantophthalmidae | \| \| Opetiops \| \| \| \| \| \| Pantophthalmus \| \| \| \| |
|                  | \| \| Opetiops \| \| \| \| \| \| Pantophthalmus \| \| \| \| |
|                  | Opetiops                                                    |
|                  |                                                             |
|                  | Pantophthalmus                                              |
|                  |                                                             |

## Bildgalleri